# Museum Ventspils
Das Museum Ventspils ist ein Verbund von vier Museen, die einzelnen Standorte sind in und um die lettische Stadt Ventspils verteilt.

## Burg Ventspils
In der ehemaligen Ordensburg des Deutschen Ordens wurde ein Museum eingerichtet, das sich hauptsächlich mit der Geschichte der Stadt, des Hafens und der Region Ventspils befasst. In diesem Museum sollen sich die Besucher nicht nur durch die ausgestellten Objekte informieren können, sondern auch durch die Verwendung moderner Informationstechnologien. Themen sind unter anderem die Frühgeschichte der Region Ventspils, die Kultur der Letten, Kuren und Liven in der Region Ventspils vom Anfang des 13. Jahrhunderts bis zum 19. Jahrhundert, die Handwerkstraditionen insbesondere der Holzschnitzer in der Stadt, das Leben auf der Burg und den Gutshöfen.

## Küsten-Freilichtmuseum
Das Küsten-Freilichtmuseum wurde 1954 als Museum für Meeresfischerei Ventspils gegründet, der Schwerpunkt seiner Arbeit sollte die kurländische Ostseeküste umfassen. Dazu wurde dem Museum ein Grundstück mit einer Größe von 7 ha zur Verfügung gestellt, die Eröffnung konnte am 3. Juni 1962 gefeiert werden. Zum ersten Direktor wurde Andrejs Šulcs bestimmt, er war es auch der durch großem persönlichem Einsatz die Gründung des Museums und seiner Sammlung vorangetrieben hatte. Am 7. Juni 1970 konnte eine zusätzliche Ausstellungshalle und ein Galeriegebäude eingeweiht werden, in dem die kleineren Ausstellungsgegenstände ausgestellt oder eingelagert werden können.
Die Sammlung des Museums besteht aus über 20.000 Objekten, sie spiegeln das gesamte Spektrum des Lebens der Fischer und Bauern an der livländischen und lettischen Küste wider. Der Großteil der Sammlung wurde in den 1960er und 1970er Jahren zusammengetragen. Sie reicht von einer vollständigen Windmühle bis zu einer kleinen Nadel, die Fischer zum Befestigen der Schwimmer an ihren Netzen verwendet haben.

### Gebäude
Die Gebäude des Freilichtmuseums zeigen nicht nur eine Auswahl von Wohnhäusern, die typisch sind für die Fischerdörfer entlang der Küste, es gibt auch andere Gebäude so zum Beispiel die Baptistenkirche von Lielirbe.
- Die Dreschscheune stammt aus dem Jahr 1885 und wurde in Jūrkalne für das Verarbeiten und Trocknen von Getreide verwendet, sie befindet sich seit 1999 im Museum.

- Die Windmühle stammt aus Piņķi in der Gemeinde Užava, sie wurde 1970 in das Museum gebracht.

- Die Museumsschmiede stand ursprünglich in der Gemeinde Ugāle im Bezirk Ventspils und wurde zunächst als Dreschscheune erbaut und verwendet, nach einem Umbau wurde sie bis 1960 als Schmiede genutzt, seit 1978 steht sie im Museum und wird auch vom Museumsschmied verwendet.

- Der Getreidespeicher stammt vom Gehöft Beķeri aus Pape im Bezirk Liepāja. Er wurde zu Beginn des 20. Jahrhunderts erbaut und 1979 ins Museum gebracht. Im Gebäude befindet sich eine Ausstellung über die Verarbeitung von Flachs und Wolle sowie über das Waschen und Bügeln von Kleidung.

- Die Fischerhütte gehörte in der Regel nicht zu einem Gehöft, sondern befand sich am Meeresufer und diente der Aufbewahrung der Fischerei-Ausrüstung. Auch im Museum wurde dieses Gebäude abseits der anderen Gebäude aufgestellt als es 1975 im Museum aufgebaut wurde, seit damals wird im Gebäude Fischereiausrüstung wie Netze, Reusen, Bojen, Seile, Fischkörbe und Kabeljauhaken gezeigt, das Gebäude wurde 1920–1921 auf dem Gehöft Luidas in der Gemeinde Lapmežciems im Bezirk Tukums erbaut.

### Ankersammlung
In der Ankersammlung werden unterschiedliche Bauformen von Ankern gezeigt, die in den vergangenen Jahrhunderten bei der Küstenschifffahrt verwendet wurden. Die Sammlung wird ständig erweitert, so konnten im Sommer 2002 einige Objekte hinzugefügt werden.

### Schmalspurbahn

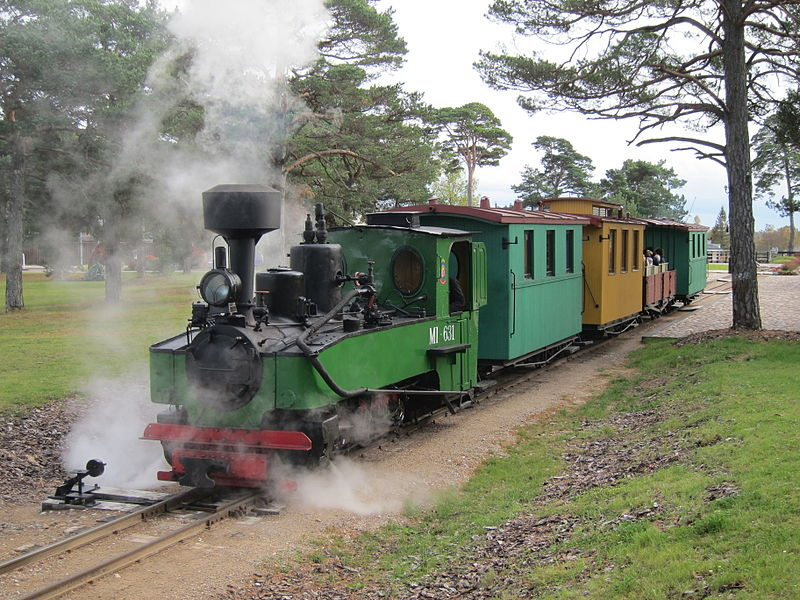
Schmalspurbahn des Museums

Sehr beliebt ist die Schmalspurbahn, die zwei Strecken befährt, einen kleinen 1,4 km langen Rundkurs am Museum und eine 3,0 km langen Strecke durch die hügelige Landschaft am Museum, Schmalspurbahnen wie diese wurde von der deutschen Armee während des Ersten Weltkrieges erbaut, eine davon verband Ventspils mit den Küstendörfern, die Züge verkehrten auf dieser Strecke noch bis in die 1960er zwischen den Fischerdörfern an der Küste. Die beiden Museumslokomotiven sind vom Typ O&K 7999/1914, die MI-611 ist eine Dauerleihgabe des Lettischen Eisenbahnmuseums, die MI-631 konnte 1964 aus Deutschland importiert werden. Beide wurden 1916 gebaut, sind 9 t schwer und erreichen eine Geschwindigkeit von bis zu 20 km/h.

### Sonderausstellungen
Zu den Sonderschauen gehört das Feiern von traditionellen jährlichen Festen. In der Sommersaison von Mai bis Oktober zeigen verschiedene Handwerker wie Weber, Schmied und Töpfer den Touristen traditionelles Handwerk.

## Haus des Handwerks
Das Haus des Handwerks, auch Handwerkszentrum Nordkurland genannt wurde 2007 im ältesten Schulgebäude des Herzogtums Kurland eingerichtet.
Am Gebäude befindet sich eine Gedenktafel für Krišjānis Barons. Der berühmte lettische Volkskundler, Schriftsteller und Philologe ging hier von 1849 bis 1851 zur Schule. Diese Tafel wurde vom Bildhauer Gļebs Panteļejevs geschaffen.
Im Gebäude arbeiten Weber und Töpfer und die Besucher können ihnen bei der Arbeit zu sehen, dazu gibt es im Gebäude einen Ausstellungsraum in dem allerdings nicht nur kunsthandwerkliche Objekte bestaunt werden können, hier finden auch Veranstaltungen und Seminare statt. In einem weiteren Raum haben die Besucher die Möglichkeit an einem Schulunterricht teilzunehmen wie er im 19. Jahrhundert abgehalten wurde.

## Herberts-Dorbe-Gedächtnis-Museum
Dieses Museum ist dem, aus Ventspils stammenden, Schriftsteller Herberts Dorbe gewidmet. Es öffnete am 19. Mai 1989 seine Pforten und zeigt eine ethnographische Sammlung, Die Objekte der Sammlung gehörten dem Schriftsteller und anerkannten Forscher und Experten für die Geschichte der Region Ventspils Herberts Dorbe, Der Name des Hauses leitet sich von seinem Werk Senču putekļi (Der Staub der Vorfahren) ab. Der Name, seine Geschichte und die Entstehung des Gartens wurde von Dorbe in seinem Buch Savu bēniņu direktors (Direktor meines eigenen Dachbodens).